# Saoshyant (zoroastrisme)
Saoshyant (avestique : 𐬯𐬀𐬊𐬳𐬌𐬌𐬀𐬧𐬝 saoš́iiaṇt̰) est un terme de la langue avestique qui signifie littéralement « celui qui apporte le bien », et qui est utilisé de plusieurs manières différentes dans les écritures et la tradition zoroastriennes. En particulier, l'expression est le nom propre du Soshiant, une figure eschatologique messianique du sauveur qui provoque le Frashokereti, la rénovation finale du monde dans laquelle le mal est finalement détruit. Le terme a été contracté pour Soshans dans la tradition zoroastrienne et en est venu à s'appliquer à trois figures de sauveurs qui ont été prophétisées pour provoquer progressivement la rénovation finale.

## Étymologie
Le mot avestique Saoshyant dérive d'un participe actif (indiqué par le -ant- ) du radical futur de la racine verbale sū- / sau-, elle-même issue de la racine proto-indo-européenne * ḱewh₁- « gonfler ». Les mots avestiques sūra- « fort » et yawaēsū- « toujours prospère » dérivent de cette racine. Au fil du temps, la racine verbale a acquis les significations étendues de « être utile, profitable, avantageux » et « créer profit, utilité, avantage, favoriser ». C'est dans ce sens étendu que le mot Saoshyant était compris par les zoroastriens. Dans les strophes 128 et 129 de Yasht 13, l'explication suivante de l'étymologie du mot est donnée : « nous adorons le frawaṣ̌i du juste Astwat̰-ərəta , qui sera le Saošyant victorieux par son nom... (il est appelé) saošyant parce qu'il fera avancer ( sāwayāt̰ ) toute vie matérielle ».

## Les potentielles influences des autres religions
Le Dr Ardeshir Khorshedian, médecin, chercheur, écrivain et président de l'Association Mobidan de Téhéran, a décrit l'idée de Saoshyant comme ayant été développée par les Zoroastriens. Cette idée, selon laquelle Saoshyant est l'être promis, est venue des Juifs. Cependant, avec la conquête islamique de la Perse, elle s'est répandue parmi les Zoroastriens.
Cyrus Niknam, écrivain et chercheur Mobad sur la culture iranienne ancienne, affirme également que l'idée d'un sauveur est une interprétation erronée de la part des prêtres de l'époque sassanide et qu'en réalité, il n'existe pas de sauveur, mais plutôt une interprétation correcte du mot Saoshyant : l'utile du sacré.
Maneckji Nusserwanji Dhalla, prêtre zoroastrien pakistanais et érudit religieux, ajoute que le mot Saoshyant n'est pas le nom d'une personne en particulier, mais un terme générique désignant Zarathushtra et ses compagnons de travail.
Dina G. McIntyre, une zoroastrienne indienne, spécialiste de l'étude des Gathas, niait l'existence d'un sauveur et considérait cette idée comme apparue dans la littérature ultérieure.
L'idée que le zoroastrisme ait été influencé par d'autres religions a été avancée par de nombreux érudits, comme James Darmesteter. D'autres ont mentionné que le zoroastrisme avait été influencé par le judaïsme. Le Dr Kersey Antia, grand prêtre zoroastrien de Chicago, dans l'Illinois, a nié que les similitudes entre le judaïsme et le zoroastrisme soient dues à l'influence perse sur le judaïsme.

## Dans les Ecritures
Dans les Gathas, les hymnes les plus sacrés du zoroastrisme, que l'on croit avoir été composés par Zoroastre lui-même, le terme est utilisé comme nom commun pour désigner la mission du prophète lui-même et sa communauté de disciples, qui « apportent du bien » à l'humanité. Le nom commun apparaît également dans l'Avesta récent (par exemple Yasna 61.5), où il désigne de manière générique les chefs religieux, y compris Zoroastre (par exemple Yasna 46.3). Un autre nom commun airyaman « membre de la communauté » est une épithète de ces saoshyants. En revanche, l'épithète courante de la ou des figures de sauveur est astvat-ərəta « incarnant la droiture », qui a arta/asha « Vérité » comme élément du nom.[3] Ces sauveurs sont ceux qui suivent l'enseignement d'Ahura Mazda « avec des actes inspirés par asha » (Yasna 48.12).
Saoshyant apparaît pour la première fois comme nom propre dans l'Avesta récente, explicitement dans Yasht 13.129 où il est utilisé au singulier et où Astvat-ereta devient un autre nom du Saoshyant. Le singulier apparaît également dans Yasna 59.1 où Verethragna est présentée comme l'arme du Saoshyant pour vaincre la résistance. Une forme plurielle apparaît par exemple dans Yasht 17.1 où Ashi – la divinité de la « récompense » – est décrite comme conférant aux Saoshyants le pouvoir de « rendre merveilleux » (frasho.kereti). Le terme peut également être rendu par « Rénovation » et peut être traduit étymologiquement par « rendre juteux ».
Le rôle du Saoshyant, ou Astvat-ereta, en tant que futur sauveur du monde est brièvement décrit dans Yasht 19.88-96, où il est affirmé qu'il accomplira la Frashokereti, qu'il rendra le monde parfait et immortel, et que le mal et le Druj disparaîtront. Il est identifié comme le fils de Vîspa.taurwairî et il est dit qu'il surgira du lac Kansaoya/Kansava et portera la même arme, Verethragna, que nombre de héros et de rois épiques iraniens ont utilisée par le passé contre divers ennemis démoniaques. Haurvatat, Ameretat, le vertueux Dūraoša et d'autres entités similaires seront ses compagnons et, ensemble, ils vaincront les créatures maléfiques d'Angra Mainyu.

## Dans la tradition
Le rôle du Saoshyant lors de la rénovation finale est déjà évoqué dans les Écritures (par exemple, Yasht 19.88-96), mais n'est pleinement développé que dans les textes des IXe-XIIe siècles. Dans ces textes moyen-perses, le nom est contracté en Soshans ou similaire (Sōshans dans le zoroastrisme actuel).
Ces œuvres médiévales de tradition zoroastrienne envisagent trois futurs sauveurs, chacun étant un Soshans/Saoshyant, un pour la fin de chaque période millénaire comprenant les 3 000 dernières années du monde (ces trois millénaires suivent le « millénaire de Zoroastre »). Selon la tradition (par exemple, trouvée dans le Jamasp Namag), le premier Saoshyant sera nommé (H)Ushedar, le deuxième (H)Ushedarmah et le troisième sera à nouveau le Saoshyant, qui mènera l'humanité dans la bataille finale contre le mal. Les œuvres médiévales transmettent également une tradition selon laquelle les trois futurs sauveurs sont mythifiés comme nés de jeunes filles, conçus alors que leurs mères se baignaient dans un lac qui préservait miraculeusement la semence du prophète Zoroastre lui-même.
L'histoire de la conception et des premières années de la vie du Saoshyant est décrite dans Denkard 7.10.15ff comme suit : Trente ans avant la bataille finale décisive, une jeune fille nommée Eredat-fedhri (« Aide victorieuse ») et surnommée « Fabricante de corps » entrera dans un lac (dans Yasht 19.92, il s'agit du « Lac Kansava »). Assise dans l'eau, la jeune fille, qui n'a « pas fréquenté les hommes », recevra « la connaissance victorieuse ». Son fils, à sa naissance, ne connaîtra pas la nourriture de sa mère, son corps sera semblable au soleil et la « gloire royale » de la Khvarenah sera avec lui. Ensuite, pendant les 57 années suivantes, il subsistera uniquement de légumes (17 ans), puis d'eau (30 ans), et enfin, pendant les 10 dernières années, de « nourriture spirituelle ».
Les événements de la rénovation finale sont décrits dans le Bundahishn (30.1 et suivants) : Dans la bataille finale contre le mal, les yazatas Airyaman et Atar « fondront le métal dans les collines et les montagnes, et il coulera sur la terre comme une rivière » (Bundahishn 34.18), mais les justes (c'est-à-dire les ashavan) ne seront pas touchés. Finalement, Ahura Mazda triomphera, et son agent Saoshyant ressuscitera les morts, dont les corps retrouveront la perfection éternelle, et dont les âmes seront purifiées et réunies à Dieu. Le temps prendra alors fin, et l'asha et l'immortalité seront alors éternelles.

## Dans la foi bahá'íe
La tradition bahá'íe considère que les prophéties du Saoshyant (bahá'i « Soshyosh ») se sont accomplies en la personne de Bahá'u'lláh,  tandis que les deux Soshans précédents de la tradition zoroastrienne sont interprétés comme faisant référence à Mouhammad et au Báb, respectivement.